# Municipio de Rudnik nad Sanem
El municipio de Rudnik nad Sanem es un municipio urbano-rural de Polonia, ubicado en el distrito de Nisko del voivodato de Subcarpacia. Su capital y única ciudad es Rudnik nad Sanem. En 2006 tenía una población de 10 124 habitantes.
El municipio incluye, además de la ciudad de Rudnik nad Sanem, los pueblos de Chałupki, Kopki, Przędzel y Przędzel-Kolonia.
Limita con los municipios de Jeżowe, Krzeszów, Nisko, Nowa Sarzyna y Ulanów. 